# Чеховская, Татьяна
Татьяна Чеховская (пол. Tatiana Czechowska) — польская актриса театра, кино и телевидения.

## Биография
Татьяна Чеховская родилась 12 июня 1903 года в Киеве. Актёрское образование получила в Музыкально-драматическом институте в Киеве, которую окончила в 1924 году. Она переехала в Польшу в 1925 г. Актриса театров в Грудзёндзе и Варшаве, в частности в 1938—1939 гг. играла в Русском театре в Варшаве. Выступала в спектаклях «театра телевидения». Умерла 23 февраля 1968 года в Варшаве.

## Избранная фильмография
- 1960 — Год первый / Rok pierwszy — мать Отрыны
- 1962 — Голос с того света / Głos z tamtego świata — Анна Котулиньская
- 1963 — Выходные (Уикенды) / Weekendy — хозяйка дома
- 1964 — Эхо / Echo — Гуркова

## Признание
- 1963 — Награда Министра культуры и искусства ПНР 2-й ступени.